# Shayne Burgess
Shayne Burgess (Hastings, 1 juni 1964) is een Engels darter die uitkomt bij de British Darts Organisation. Door zijn uiterlijke karakteristieken luistert Burgess naar de bijnaam Bulldog.
Burgess' grootste prestaties behaalde hij rond de millenniumwisseling, toen hij tweemaal  achtereen de finale bereikte van de Sky Bet World Grand Prix (1999 en 2000). Beide wedstrijden gingen met 6-1 in sets verloren tegen meervoudig wereldkampioen Phil Taylor. In 2003 bracht de Engelsman het tot de inaugurele finale van de Budweiser UK Open, waarin hij wederom zijn meerdere moest erkennen in Taylor (18-8 legs).
Shayne Burgess speelde van jongs af aan al darts en in 1992 zien we voor het eerst zijn naam verschijnen bij de grotere toernooien. Hij behaalde de kwartfinale op de British Open en de British Matchplay, maar besloot uiteindelijk zijn carrière te vervolgen bij de PDC en met succes.
In 1994 behaalde hij de halve finale van de World Matchplay, waar hij met 11-7 verloor van de Amerikaan Larry Butler. Eerder wist hij te winnen van Sean Downs, Dennis Smith en Bob Anderson. Burgess verloor van de latere winnaar, want de Amerikaan wist in de finale Dennis Priestley te verslaan.
Burgess nam deel aan tien wereldkampioenschappen (9x PDC en 1x BDO) en zijn beste resultaat behaalde hij in 1999, waar hij na overwinningen op Steve Cummings, Rod Harrington en Cliff Lazarenko de halve finale bereikte. In deze halve finale tegen Peter Manley moest er een beslissende set gespeeld worden, die Manley winnend af wist te sluiten. Manley zou uiteindelijk in de finale onderuit gaan tegen Phil Taylor.
"The Bulldog" was voornamelijk succesvol op de andere tv-toernooien van de PDC. Zo behaalde hij tweemaal de finale van de World Grand Prix. In 1999 wist hij eerste te worden in een groep met Peter Evison, Steve Brown en John Ferrell, won daarna zijn kwartfinale van Dennis Priestley (3-0) en halve finale van Peter Manley (5-4). Maar moest in de finale zijn meerdere kennen in Phil Taylor (6-1). In 2000 verloor hij weer in de finale van Phil Taylor, maar wist eerder wel te winnen van Peter Evison (3-0), Alan Warriner-Little (6-5) en Peter Manley (6-0).
In 2003 had Burgess voor het laatst resultaat op een tv-toernooi. Op de allereerste editie van de UK Open wist hij overwinningen te boeken op Andy Belton (5-4), Robert Heard (5-0), Al Hedman (5-4), Simon Whatley (8-6) en Cliff Lazarenko (9-7). In de kwartfinale wachtte Colin Monk die op dat moment nog bij de BDO gooide. Burgess maakte een sterke indruk en zou uiteindelijk de wedstrijd winnen met 10-8. In de halve finale moest Burgess het opnemen tegen de verrassing van het toernooi, Paul Williams. Williams wist eerder van o.a. Jamie Harvey en Wayne Jones te winnen, maar moest toch echt het onderspit delven tegen Burgess. Burgess wist met 11-9 te winnen en kwalificeerde zich voor de finale, waar weer Phil Taylor wachtte. Burgess stond zeker niet slecht te gooien in de finale, maar grootmeester Taylor was niet te kloppen en zou met 18-8 winnen.
Burgess zijn hoogtijdagen blijven die tussen 1999 en 2004, waarin hij twee PDC vloertoernooien wist te winnen. Op het PDC German Open van 2000 wist hij in de finale te winnen van Dave Askew. In datzelfde jaar pakte hij ook nog de titel van het PDC Northern Ireland Open, door in de finale Alan Warriner-Little te verslaan.

## Resultaten op Wereldkampioenschappen

### BDO
- 1994: Laatst 32 (verloren van Steve McCollum met 0-3)

### PDC
- 1995: Laatste 24 (groepsfase)
- 1996: Laatste 24 (groepsfase)
- 1997: Laatste 24 (groepsfase)
- 1998: Kwartfinale (verloren van Phil Taylor met 0-4)
- 1999: Halve finale (verloren van Peter Manley met 4-5)
- 2000: Kwartfinale (verloren van Dennis Priestley met 4-5)
- 2001: Laatste 32 (verloren van Roland Scholten met 0-3)
- 2002: Laatste 16 (verloren van Phil Taylor met 1-6)
- 2003: Laatste 32 (verloren van Roland Scholten met 1-4)

## Resultaten op de World Matchplay
- 1994: Halve finale (verloren van Larry Butler met 7-11)
- 1995: Laatste 16 (verloren van Cliff Lazarenko met 5-8)
- 1996: Laatste 32 (verloren van John Lowe met 6-8)
- 1997: Laatste 16 (verloren van Dennis Priestley met 5-8)
- 1998: Laatste 32 (verloren van Steve Beaton met 4-8)
- 1999: Kwartfinale (verloren van Dennis Priestley met 12-16)
- 2000: Laatste 16 (verloren van Alex Roy met 16-18)
- 2001: Laatste 32 (verloren van Nigel Justice met 5-10)
- 2002: Laatste 32 (verloren van Phil Taylor met 0-10)